# アフーム＝ザー
アフーム＝ザー（Aphoom-Zhah）は、創作神話群クトゥルフ神話に登場する邪神の1つ。
旧支配者。冷気の炎をまとう神。創造者はリン・カーター。

## 概要
炎の神性クトゥグアの子。クトゥグアが、旧神によってフォーマルハウトに封印された後に産んだ。
アフーム＝ザーは、封印されている旧支配者たちを解放するという役目を負っている。そのためにフォーマルハウトから地球へとやって来たものの、旧神によって北極に封印された。
アフーム＝ザーの冷気は、ヴァルーシアの蛇人間の帝国を滅ぼした。
だが封印されたアフーム＝ザーからあふれ出る冷気が、ハイパーボリア大陸を侵略する。さらに首都ウズルダオルムのナコト教団のある人物によって解放されたことで、ハイパーボリアを完全に滅亡に至らせ、後に再び旧神によって封印される。
アフーム＝ザーに仕える眷属を「冷たきもの」または「イーリディーム（Eli Deme）」といい、長は「レッサー・オールド・ワン」白蛆ルリム・シャイコースである。
文献記録としては、「ヴーアミ碑板群」と「ナコト写本」に記されている。ナコト写本の記述の源泉が、ヴーアミ碑板群である。
情報源のほとんどが後述の『炎の侍祭』という作品に依っている。

## クトゥルフ神話における位置づけ
CAスミスが創造したルリム・シャイコースと、AWダーレスが創造したクトゥグアは、まったく別物であったのだが、カーターは新たな神性アフーム＝ザーを創造して、両者を関連付けた。これによって旧支配者四大霊の炎は、冷気をも内包するということになっている。
創られたアフーム＝ザーは「新たな」オールドワンという、奇妙な邪神となった。
カーターが創造したアフーム＝ザーの存在によって、既存のクトゥルフ神話の諸設定が上書きされた。先述のように、クトゥグアの子であるアフーム＝ザーは、封印されている邪神を解放するという役目を負っている。またルリム・シャイコースをハイパーボリアへと送り込んだのは、アフーム＝ザーの意思だったということになった。さらに、ハイパーボリア滅亡の原因はアフーム＝ザーによるものということになった。

## 登場作品
リン・カーター
- 極地からの光（1980） - 初出作品。クラーク・アシュトン・スミスとの合作名義
- 炎の侍祭（1985）
- 陳列室の恐怖（1976） - 言及のみ
- カーター版ネクロノミコン（1989）

## リン・カーター『極地からの光』
アフーム＝ザーの初出作品。クラーク・アシュトン・スミスの『白蛆の襲来』の続編として書かれた。白蛆の怪物ルリム・シャイコースの上位神がアフーム＝ザーとされている。アフーム＝ザーは冷気をふりまくが、姿は出ない。書籍『エイボンの書』に収録され邦訳有。

## リン・カーター『炎の侍祭』
ほのおのじさい、原題：英: The Acolyte if the Flame。アメリカ合衆国のホラー小説家リン・カーターによる短編ホラー小説・クトゥルフ神話。『Crypt of Cthulhu』36号（1985年ユール号）に掲載された。カーターが「ナコト写本」を翻訳したものという体裁をとっている。かなり前に書き上げられていたが、1985年の発表時には書き直されている。後に、書籍『エイボンの書』に補遺として収録され邦訳有。
旧支配者アフーム＝ザーを掘り下げた作品でもある。この神は、カーターが四大霊の「炎」として創造した存在である。初出である『陳列室の恐怖』では設定言及のみ、『極地からの光』では背景フレーバー的な存在であったが、本作では実際に登場し猛威を振るう。本作により、スミスのハイパーボリアを滅亡させたのが、邪神アフーム＝ザーということになった。

### あらすじ
ハイパーボリアが氷河に襲われることが多くの予言者や賢者たちによって予言され、人々は食い止める方法を探すも、あらゆる手段が失敗に終わる。ついに氷河は大陸の北に到達し、ゆっくりと前進してくる。
首都ウズルダオルムに住む少年アスロックには、出生のときから胸に特異な傷があった。アスロックは「ナコトの同胞教団」に入団し、不吉な傷のために教団内の高い地位につけることを許されなかったものの、やがて学究を認められて教団の文書管理人になる。アスロックはあるとき、「ナコト写本」の前半部分に、奇妙な文章を見つける。原著者がヴーアミ族の記録から得た知識だというそれには、いかにして「冷たき」アフーム・ザーが地球へ到来して旧き神に封印されたたかというあらましが書かれており、さらに「胸に灰色のような微をもつ救世主が現れる」と予言がされていた。
アスロックは、その者とは正に自分のことではないかと思い始め、さらにヴーアミ祈祷師とハイパーボリア賢者による2つの予言のどちらが正しいのかという二択に揺れ動く。アスロックはビヤーキーを召喚し、アフーム＝ザーが封印されているという北極ボレアのヤーラク山に向かう。地下洞窟を降りた先にあった、星石で施されていた封印を、アスロックは破壊する。
解放された冷気が、噴出して漏れ出す。我に返ったアスロックが町へ戻ると、凍り付いた死者の都市へと化していた。生き残った者たちは、南の土地へと逃れる。教団はアスロックを罰しなかったが、代わりに事の顛末全てを正確に記録するよう命じ、アスロックは後悔と罪悪感に苛まれながらこの出来事を「ナコト写本」の最後のページに付け加える。アスロックは筆をおく直前、緑の谷へと氷河が押し寄せるのを目撃する。
ハイパーボリアを救おうとしたアスロックは、うぬぼれから、アフーム・ザーの救世主となり、ハイパーボリア滅亡の原因となった。旧き神が戻ってきてアフーム・ザーを再び封印したのは、ずっと後になってからのことである。かくしてナコト写本に付け加えられた記録が、20世紀になりリン・カーターによって翻訳される。

### 主な登場人物・用語
- アスロック - 語り手。「ナコトの同胞教団」の修道士・文書管理人。胸に傷がある。
- アフィロス - 遠い過去の、教団の長老。ハイパーボリアを氷河が襲うと予言した。
- 古代ヴーアミの予言者 - 胸に「灰色の炎のような」徴をもつ人物が救世主となると予言した。この予言が後世に「ナコト写本」へと引用され伝わる。
- アフーム・ザー - 冷気の炎の体現神。フォーマルハウトに封印されたクトゥグアが産み落とした、新たなオールド・ワン。旧神がクトゥグアに施した束縛を、アフーム＝ザーはすりぬけて、地球に来た。旧神によってボレアの極致に封印されたが、漏れ出た冷気がハイパーボリアを侵食する。

### ナコトとイース
本短編は、ハイパーボリアの話なのだが、「エイボンの書」ではなく「ナコト写本」という、特異な一編である。
カーターは『陳列室の恐怖』と本作にて、ナコト写本の原著者をイースの大いなる種族とし、彼らが去った後に人類（ナコトの同胞教団）が編纂して写本化したという、新たな設定を打ち出した。ナコト写本を創造したラヴクラフトは「偉大なる種族の時代はナコト写本の時代まで遡る」としか記しておらず、大幅に変わっている。しかもこの記述は、カーター本人にとっては創作ではなく既存情報の要約だったのではないかという指摘が、書籍『エイボンの書』にて述べられており、さらに「解釈としては誤りだとしても、新しいものを生み出した」と肯定的に見られている。
またラヴクラフトは合作リレー短編『彼方よりの挑戦』に、「エルトダウン・シャーズ」という文献を偉大なる種族と絡めて登場させており、文献創造者であるリチャード・F・シーライトに宛てた手紙では、エルトダウン・シャーズとナコト写本の内容が似ているという設定を付け加えている。さらに続きがあり、ラヴクラフト版シャーズを、カーターは『陳列室の恐怖』で「サセックス稿本」と別の文献名で呼んでいる。

## クトゥルフ神話TRPG
既存の設定が、人間の学者による地球視点からの見方であると、見直しが図られている。クトゥグアやルリム・シャイコースとの関係について、あくまで一説にすぎず実態はわかっていないとされる。また地球ではなくうしかい座のアークトゥルスに封印されている説が述べられている。カルトとして、太古にヴーアミ族に信仰され、現在はノフ＝ケー族に信仰されているとされている。またアフーム＝ザーがノフ＝ケー、ラーン＝テゴス、ヴーアム（ヴーアミ族の祖）を生み出したという説がある。

## 関連作品
- 皓白の巫女 - スミスの作品。皓白の巫女は、ハイパーボリアが氷河で滅亡すると予言した。
- 氷の魔物 - スミスの作品。ハイパーボリア末期を舞台に、氷河の脅威を描いている。
- エイボンの書 クトゥルフ神話カルトブック - エイボンの書の書籍版の邦訳。